# جوزيف روكويل سوان
جوزيف روكويل سوان (بالإنجليزية: Joseph Rockwell Swan) هو قاضي ومحامي أمريكي، ولد في 28 ديسمبر 1802 في Westernville, New York ‏ في الولايات المتحدة، وتوفي في 18 ديسمبر 1884 في كولومبوس في الولايات المتحدة.